# Rheotanytarsus polychaetus
Rheotanytarsus polychaetus är en tvåvingeart som beskrevs av Wang och Guo 2004. Rheotanytarsus polychaetus ingår i släktet Rheotanytarsus och familjen fjädermyggor. Inga underarter finns listade i Catalogue of Life.